# I Want to Tell You
I Want to Tell You (englisch für: Ich möchte dir sagen) ist ein Lied der britischen Band The Beatles aus dem Jahr 1966. Es erschien auf dem Album Revolver. Geschrieben wurde es von George Harrison.

## Hintergrund
In seiner Autobiografie sagt George Harrison: “I want to tell you is about the avalanche of thoughts that are so hard to write down or say or transmit.” („Es geht um eine Lawine von Gedanken, die so schwierig niederzuschreiben oder zu sagen oder zu vermitteln sind.“) „Es war übrigens diese Schwierigkeit, die ihm das Image des ‚ruhigen und bedächtigen Beatle‘ verlieh.“

## Komposition
Das Lied steht im 4⁄4-Takt, ist in A-Dur notiert und hat eine Länge von 2:26 Minuten. Das Tempo wird mit „Moderato“ angegeben.

## Text
Der Text beginnt mit den Worten “I want to tell you / my head is filled with things to say / when you’re here / all those words they seem to slip away” („Ich möchte dir sagen / mein Kopf ist angefüllt mit Dingen, die ich sagen muss / wenn du hier bist / scheinen all jene Worte zu entgleiten“). Es wurde überlegt, wer dieses you ist: “The lyrics are concerned with communication – and, as David Laing points out, not necessarily between lovers or even friends, but perhaps between artist and audience.” („Der Text beschäftigt sich mit Kommunikation – und, wie David Laing zeigt, nicht notwendigerweise zwischen Liebhabern oder auch Freunden, sondern vielleicht zwischen Artist und Publikum.“)
Die zweite Strophe lautet: “When I get near you / the games begin to drag me down / it’s all right / I’ll make you maybe next time around” „Wenn ich in deine Nähe komm’, drücken meine Pläne mich zu Tal“. „In […] stehen ‚games‘ für alle weltlichen Dinge, die es hinter sich zu lassen gilt.“ „Ach, schon gut. Ich schaff’ dich vielleicht nächstes Mal.“ Das „nächste Mal“ wurde auch als „im nächsten Leben“ gedeutet.
Der Text der ersten Bridge lautet: “But if I seem to act unkind / it’s only me, it’s not my mind / that is confusing things” („Aber wenn ich unfreundlich zu handeln scheine / bin ich’s nur, es ist nicht mein Verstand / der Dinge durcheinander bringt“). George Harrison kommentiert diese Zeilen so: “If I were to re-write the bridge section now, however, I would have to say: Although I seem to act unkind / It isn’t me – it is my mind – / That is confusing things.” („Wenn ich den Bridge-Abschnitt jetzt neu schreiben sollte, jedoch, müsste ich sagen: Obwohl ich unfreundlich zu handeln scheine / bin es nicht ich, es ist mein Verstand / der Dinge durcheinander bringt.“) Und so singt er auch im Eröffnungslied beim Konzert in Japan 1991: “It isn’t me, it’s just my mind”.
In der dritten Strophe heißt es: “I want to tell you / I feel hung up and I don’t know why / I don’t mind, I could wait for ever / I’ve got time” („Ich möchte dir sagen / ich fühle mich aufgehängt/aufgehalten und ich weiß nicht, warum / mir macht’s nichts aus, ich könnte für immer warten / ich hab’ Zeit“). “Lines like these gave a clue to the sort of Indian mysticism and philosophy George was getting into.” („Zeilen wie diese gaben einen Hinweis auf die Art von indischer Mystik und Philosophie, in die George sich gerade begab.“)
Der Text der zweiten Bridge lautet: “Sometimes I wish I knew you well / then I could speak my mind and tell you / maybe you’d understand” („Manchmal wünsche ich, ich kennte dich gut / dann könnte ich meine Meinung aussprechen und dir sagen / vielleicht verstündest du“). „Wenn man sich auch noch so gut kennt, es bleibt immer ein Rest Unsicherheit.“
Der Text der vierten Strophe ist der gleiche wie der der dritten Strophe, nur wird hier “I’ve got time” zweimal gesungen, sodass diese Worte nachhaltig im Ohr bleiben.

## Besetzung
Besetzungsliste:
- George Harrison: Lead-Gesang (double-tracked), Lead-Gitarre (Fender Stratocaster oder Gibson SG Standard oder Epiphone ES-230 TD Casino), Klatschen
- Paul McCartney: Gesang, Bass, Klavier (Steinway ‘Music Room’ Model ‘B’ Grand Piano), Klatschen
- John Lennon: Gesang, Tamburin, Klatschen
- Ringo Starr: Drums (Ludwig Oyster Black Pearl ‘Super Classic’), Maracas, Klatschen

## Aufnahme
Das Stück wurde unter dem Arbeitstitel Laxton's Superb am 2. und 3. Juni 1966 im Studio 2 der Abbey Road Studios in London aufgenommen. Produzent war George Martin, Geoff Emerick war der Toningenieur der Aufnahmen.
Die Monoabmischung erfolgte am 3. Juni und die Stereoabmischung am 21. Juni 1966.
Bei der Monoversion von I Want to Tell You wurde das Klavier mehr in den Vordergrund gemischt im Vergleich zur Stereoversion.

## Veröffentlichungen
- Veröffentlicht wurde I Want to Tell You am Freitag, 5. August 1966 in Großbritannien auf dem Album Revolver auf dem Label Parlophone.[28] In Deutschland erschien die LP nach Angaben mehrerer Quellen am Donnerstag, 28. Juli 1966 auf dem Hörzu-Label.[29]
- Am 28. Oktober 2022 erschien die Jubiläumsausgabe des von Giles Martin und Sam Okell neuabgemischten Albums Revolver (Super Deluxe Box), auf dieser befinden sich, neben der Monoversion, die Version (Speech & Take 4).

## Kritiken
“Throughout the Beatles' career, George never wrote a straightforward love song: all his portrayals of romance were surrounded in misunderstanding and the dreadful prospect of boredom, and this was no exception.”

„In seiner ganzen Beatles-Karriere schrieb George niemals ein unkompliziertes Liebeslied: all seine Darstellungen von Romantik waren umgeben von Missverständnis und der schrecklichen Aussicht auf Langeweile, und dieses Stück war keine Ausnahme.“

“[…] the song has a great introduction, a powerful backing of hypnotic piano and the bone-crushing fills on the drums, and a highly serviceable lyric […].”

„[…] das Lied hat eine großartige Einleitung, einen kraftvollen Hintergrund eines hypnotischen Pianos und die mark-erschütternde Ergänzung auf dem Schlagzeug, und einen im hohen Maße brauchbaren Text […].“

“The track is often read as a conventional love song, in which Harrison reveals his uncertainty in the face of a tentative romance. But it also exists as a commentary about our inability to effectively communicate with others […].”

„Das Stück wurde oft gedeutet als ein konventionelles Liebeslied, in dem Harrison seine Unsicherheit im Angesicht einer unverbindlichen Romanze offenbart. Aber es ist auch ein Kommentar zu unserer Unfähigkeit, wirkungsvoll mit anderen zu kommunizieren […].“

## Coverversionen
George Harrison spielte I Want to Tell You zum ersten Mal live auf seiner Japan-Tour 1991 mit Eric Clapton und es wurde auf dem Livealbum Live in Japan im Juli 1992 veröffentlicht. Beim Concert for George wurde I Want to Tell You wie auch Give Me Love (Give Me Peace on Earth) von Jeff Lynne gecovert. Ted Nugent hat I Want to Tell You auf seiner LP State of Shock 1979 gecovert.